# Frostvikens landskommun
Frostvikens landskommun var en tidigare kommun i Jämtlands län.

## Administrativ historik
Frostvikens landskommun inrättades 1863 i Frostvikens socken i Jämtland när 1862 års kommunalförordningar trädde i kraft.
Kommunen förblev opåverkad vid kommunreformen 1952. År 1971 infördes enhetlig kommuntyp och Frostvikens landskommun ombildades därmed till Frostvikens kommun, som dock endast tre år senare blev en del av nybildade Strömsunds kommun.
Kommunkod 1952–73 var 2314.

### Kyrklig tillhörighet
I kyrkligt hänseende tillhörde kommunen Frostvikens församling.

## Areal och folkmängd
År 1959 fanns det 2 673 invånare i kommunen och en befolkningstäthet på 0,7 invånare/km². Detta kan jämföras med riksgenomsnittet som då var 18,0 invånare/km² medan länsgenomsnittet var 3,0 invånare/km².

## Kommunvapnet
Blasonering: I fält av silver en av vågskuror bildad störtad blå spets, belagd med en frostblomma av silver.
Detta vapen fastställdes av Kungl Maj:t den 7 mars 1958. Se artikeln om Strömsunds kommunvapen för mer information.

## Geografi
Frostvikens landskommun omfattade den 1 januari 1952 en areal av 4 213,70 km², varav 3 789,95 km² land.

### Tätorter i kommunen 1960
I Frostvikens kommun fanns tätorten Gäddede, som hade 744 invånare den 1 november 1960. Tätortsgraden i kommunen var då 27,8 procent.

## Se även

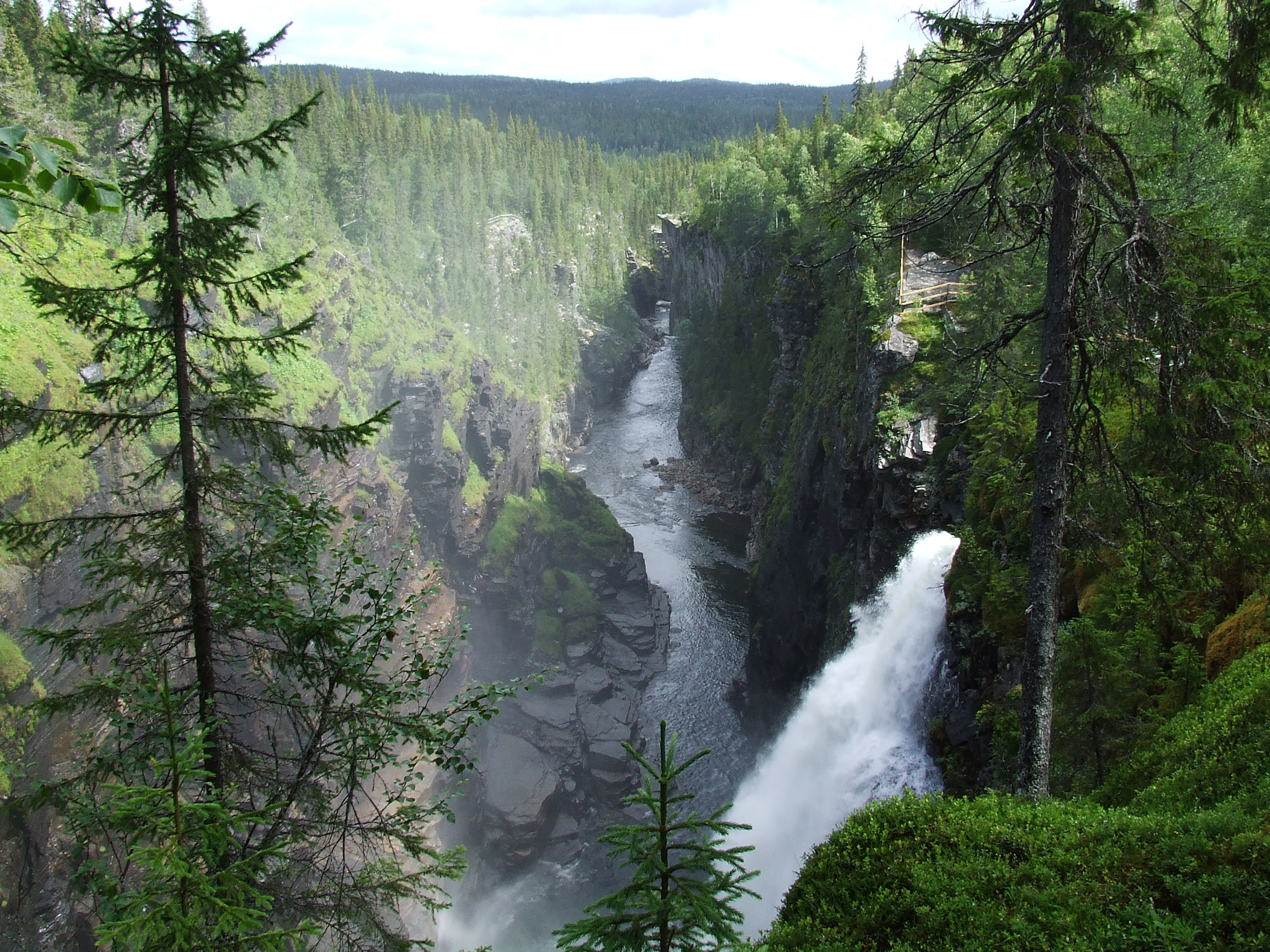
Hällingsåfallet.

## Politik

### Mandatfördelning i valen 1938-1970
| 18 | 7 |

| 25 |

| 18 | 7 |

| 25 |

| 20 | 5 |

| 25 |

| 20 |  |  | 3 |

| 24 |

| 20 | 2 |  | 2 |

| 25 |

| 18 | 2 |  | 4 |

| 22 |

| 19 | 4 | 2 |

| 21 | 4 |

| 18 | 2 | 2 | 3 |

| 20 | 5 |

| 18 | 4 | 3 |

| 20 | 5 |